# 葡萄酒大师
葡萄酒大师（Master of Wine，MW）是一项由英国的葡萄酒大师协会（The Institute of Masters of Wine）颁发的专业认证（不是学位）。葡萄酒大师资格被葡萄酒行业视作专业知识的最高标准之一。

## 历史
1953年，名酒酒商公会（Worshipful Company of Vintners）和英国葡萄酒与烈酒协会（Wine and Spirits Association）举行首次葡萄酒大师考试，21人参加考试，6人通过成为葡萄酒大师，分别是Dick Barret Leonard Dennis，Geoffrey Jameson，Ron Kewley，Geoffrey Nobes和Ken Simonds。，1954年又有John Plowman和Guy Fison两位通过葡萄酒大师考试，1955年，在葡萄酒企业的赞助下，通过考试的8位葡萄酒大师在伦敦成立葡萄酒大师协会。

## 目的
葡萄酒大师协会是非营利组织，该组织的目的陈述如下：
- 促进葡萄酒的知识、理解和品鉴；
- 树立葡萄酒行业的最高水平；
- 增强个人和从业者在追求葡萄酒有关的活动中的目标。

## 资格认证
准备参加学习计划的人在报名前必须通过提交随笔和品酒笔记来向协会证明他具有必需的才能。这通常包括持有葡萄酒与烈酒基金会（WSET）的Diploma级（四级）的资格认证，也是该组织授予的最高级别的认证。此外，他还要接受现有葡萄酒大师的面试并获得葡萄酒大师的指导。
学习计划非脱产，主要以自学为主，学年从9月中旬开始，到次年的5月。学生每学年要参加由协会举办的为期一周的教育研讨会。学习计划至少3年完成，第2年结束后，学生可以参加考试。
应考者必须在一年里参加理论（四张考卷）和实践（三次盲品考试）两部分的考试。如果只通过了一个部分，应考者可以在接下来的两年里尝试通过另一部分。如果成功通过考试阶段，应考者还要选定论文题目，由协会教育及考试委员会批准，并必须在半年内撰写和提交论文。
通往葡萄酒大师之路是严格和具有挑战性的。从1993年到2006年，在参加该计划的266名应考者中有85位成功通过了所有的考试并成为葡萄酒大师。

## 成员
1983年以前，考试仅限于英国葡萄酒进口商，批发商和零售商。 1988年首个英国以外的葡萄酒大师授予澳大利亚的迈克尔·史密斯（Michael Hill Smith）。2005年，有来18个不同国籍的，居住在世界19个国家的278位葡萄酒大师。1990年以后授予的74位葡萄酒大师大多数在英国以外居住。2012年6月为止，共有297位葡萄酒大师。以香港为例，有2位葡萄酒大师，分別为韩籍李志延（Jeannie Cho Lee）和Debra Meiburg。
葡萄酒大师的职业包括酿酒师、 葡萄栽培者、酿酒顾问、葡萄酒作者和记者、葡萄酒培训师，以及葡萄酒服务、餐馆和酒店管理。除此以外，许多葡萄酒大师参与了葡萄酒的采购，进口，销售和营销工作。通常来说侍酒师会选择成为侍酒师大师（Master Sommelier），但也有少数人同时获得两个资格认证，如格哈德·巴塞。 